# Ліга конференцій УЄФА
Ліга конференцій УЄФА (англ. UEFA Conference League, раніше – англ. UEFA Europa Conference League) — щорічний європейський футбольний клубний турнір під егідою УЄФА, третій за престижністю після Ліги чемпіонів УЄФА та Ліги Європи УЄФА. Розігрується з 2021 року.
Рішення про створення нового клубного турніру Виконавчий комітет УЄФА прийняв 2 грудня 2018 року на засіданні в Дубліні. Одночасно із запровадженням турніру, груповий етап Ліги Європи було зменшено з 48 до 32 клубів. Переможці Ліги конференцій отримують місце в груповому етапі наступного сезону Ліги Європи.
Чинним переможцем турніру є англійський «Челсі» з міста Лондон, який у фіналі 2025 року здолав іспанський «Реал Бетіс» із Севільї з рахунком 4:1.

## Історія

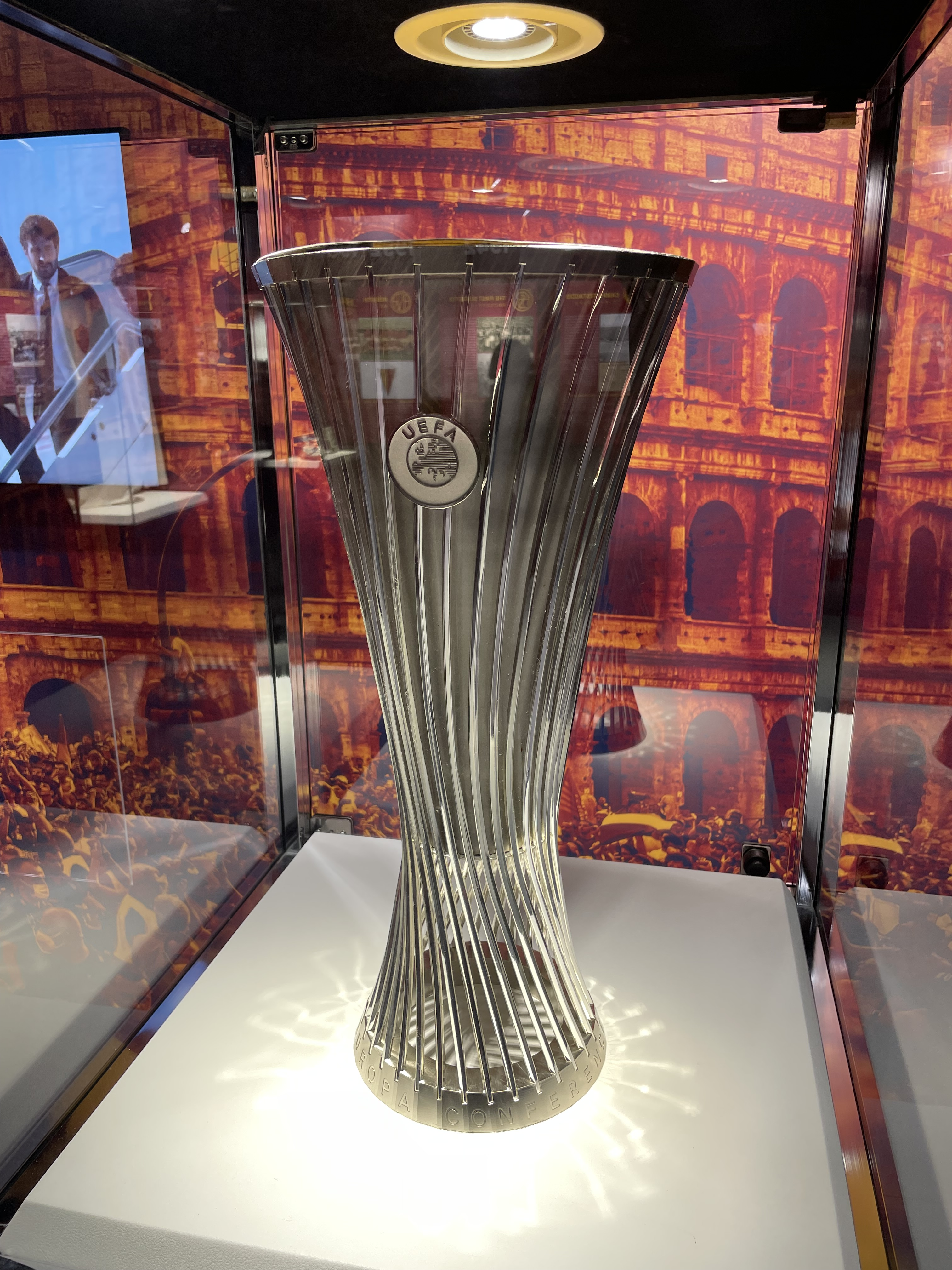
Трофей Ліги конференцій УЄФА на виставці в Римі

Трофей Ліги конференцій УЄФА

Вперше ідея ще одного футбольного турніру в УЄФА виникла у 2015 році. Його мета — дати клубам країн-членів УЄФА нижчого рівня шанс продовжувати виступи у єврокубках після їх програшу на етапах у Лізі чемпіонів та Лізі Європи.
2 грудня 2018 року УЄФА оголосив про те, що турнір, попередньо буде називатись, «Ліга Європи 2» або просто «UEL2».

## Формат проведення
Новий турнір буде проводитися за тією ж схемою, що й Ліга чемпіонів УЄФА та Ліга Європи УЄФА.
На груповому етапі виступлять 32 команди (вісім груп по чотири команди). Перед 1/8 фіналу відбудеться додатковий раунд плей-оф. У ньому зустрінуться другі місця в групах Ліги конференцій і треті місця в групах Ліги Європи. Потім будуть проводитись 1/8 фіналу, чвертьфінал, півфінал і фінал. Переможець нового турніру отримає путівку в наступний розіграш Ліги Європи, якщо не кваліфікується до Ліги чемпіонів зі свого національного чемпіонату.
Загалом у сезоні турніру Ліги конференцій буде проведено 141 матч за 15 ігрових днів. Ігри будуть проходити по четвергах. 
Матчі проводитимуться по четвергах. При чому, УЄФА розгляне можливість додати тимчасову сесію з початком о 17:30 (за київським часом) для обмеженої кількості матчів.

## Оцінка турніру
Президент УЄФА Александер Чеферін сказав:
|  | «Новий клубний турнір УЄФА зробить єврокубки більш інклюзивними, ніж будь-коли раніше. Більше матчів для більшої кількості клубів, більше асоціацій на групових етапах. Турнір виріс з постійного діалогу з клубами через Асоціацію європейських клубів». |

## Переможці турніру

### Фінали
| Сезон     | Переможець       | Рахунок | Фіналіст   | Стадіон                  | Глядачі | Дата           | Прим. |
| --------- | ---------------- | ------- | ---------- | ------------------------ | ------- | -------------- | ----- |
| 2021—2022 | Рома             | 1:0     | Феєнорд    | Ейр Албанія, Тирана      | 19,597  | 25 травня 2022 |       |
| 2022—2023 | Вест Гем Юнайтед | 2:1     | Фіорентіна | Фортуна Арена, Прага     | 17,363  | 7 червня 2023  |       |
| 2023—2024 | Олімпіакос       | 1:0     | Фіорентіна | Ая-Софія, Афіни          | 26,842  | 29 травня 2024 |       |
| 2024—2025 | Челсі            | 4:1     | Реал Бетіс | Міський стадіон, Вроцлав | 39,754  | 28 травня 2025 |       |

### Статистика за країнами
| Країна     | Переможець | Фіналіст | Загалом |
| ---------- | ---------- | -------- | ------- |
| Англія     | 2          | 0        | 2       |
| Італія     | 1          | 2        | 3       |
| Греція     | 1          | 0        | 1       |
| Іспанія    | 0          | 1        | 1       |
| Нідерланди | 0          | 1        | 1       |